# Het Bruggeske
Het Bruggeske (în română Podețul) este un pod basculant peste vechiul braț al canalului Bruxelles-Willebroek, care funcționează în Klein-Willebroek, un sat din comuna belgiană Willebroek. Începând din 1922, când canalul a fost prelungit până la Wintam pe un traseu paralel cu râul Rupel, podul nu mai traversează canalul propriu-zis, ci vechiul traseu al acestuia, rămas acum doar o cale de acces a Portului Willebroek către Rupel.
Podul asigură circulația auto, velo și pietonală între cele două secțiuni ale satului despărțite de vechiul braț al canalului și trebuie basculat pentru a permite trecerea ambarcațiunilor de agrement care folosesc ecluza pentru a pătrunde sau ieși din râul Rupel, dinspre și înspre Klein-Willebroek. Het Bruggeske este amplasat la doar câțiva metri în amonte de ecluză, la hectometrul fluvial 00010 al vechii secțiuni a canalului.
Înaintea podului actual, pe același amplasament a funcționat un pod basculant pe structură din lemn, construit în 1829, odată cu ecluza Klein-Willebroek. Actualul pod a fost realizat în 1945 și are o structură metalică.
Het Bruggeske are o lungime de 9,50 m și o lățime a tablierului de 4,70 m, din care 3,70 m calea de circulație și 2 x 0,50 m cele două trotuare pietonale. Întreaga lățime a structurii este de 6,60 m. Tablierul podului poate fi basculat la 80°, asigurând o înălțime liberă de trecere de 5,13 m.
În imediata apropiere a podului este amplasat un monument dedicat familiilor de navigatori de pe canal, inaugurat pe 9 septembrie 1979 de către Rika De Backer, ministrul de la acea vreme al Culturii.